# Gerald Feinberg
Gerald Feinberg (New York, 27 maggio 1933 – New York, 21 aprile 1992) è stato un fisico statunitense della Columbia University, futurista e autore.
Ha trascorso un anno come membro dell'Institute for Advanced Study e due anni presso i Brookhaven Laboratories . Feinberg ha frequentato la Bronx High School con Steven Weinberg e Lewis Glashow.

## Ricerca
Coniò il termine tachione per ipotetiche particelle più veloci della luce e analizzò le loro proprietà del campo quantico, predisse l'esistenza del neutrino muonico e sostenne la crionica come servizio pubblico. Era un membro del comitato consultivo del Foresight Institute .
Feinberg scrisse una prefazione al libro di Edgar Mitchell Psychic Explorations (1974) in cui sosteneva i fenomeni para-psichici. Il suo concetto di tachione, una particella teorica che viaggia più veloce della velocità della luce è stato sostenuto da alcuni parapsicologi che sostengono che potrebbe spiegare la precognizione o la psicocinesi. Tuttavia, non esistono prove scientifiche di particelle di tachione e tali affermazioni sono state descritte come pseudoscientifiche.

## Opere
- Costanti cosmologiche (con il condirettore Jeremy Bernstein, 1986). ISBN 978-0-231-06376-0
- Indizi solidi: fisica quantistica, biologia molecolare e il futuro della scienza, Simon & Schuster, 1985. ISBN 0-434-26200-5
- Life Beyond Earth: The Intelligent Earthling's Guide to Extraterrestrial Life (with Robert Shapiro), Morrow, 1980. ISBN 0-688-08642-X
- Di cosa è fatto il mondo?   : Atomi, leptoni, quark e altre particelle allettanti , Anchor Press / Doubleday, 1977. ISBN 0-385-07694-0 e ISBN 0-385-07693-2
- Conseguenze della crescita: le prospettive per un futuro senza limiti, Seabury Press, New York, 1977. ISBN 0-8164-9326-X Review
- The Prometheus Project, Mankind's Search to Long Range Goals, Anchor Books, 1969. ISBN 0-385-03613-2